# Колюшки
Колю́шки (пол. Koluszki) — місто в центральній Польщі.
Належить до Лодзького-Східного повіту Лодзького воєводства.

## Географія
На північно-східній стороні від міста бере початок річка Равка.

## Демографія
Демографічна структура станом на 31 березня 2011 року:
|          | Загалом | Допрацездатний вік | Працездатний вік | Постпрацездатний вік |
| -------- | ------- | ------------------ | ---------------- | -------------------- |
| Чоловіки | 6397    | 1188               | 4537             | 672                  |
| Жінки    | 7158    | 1165               | 4328             | 1665                 |
| Разом    | 13555   | 2353               | 8865             | 2337                 |

## Транспорт
Автомобільний транспорт
Залізничний транспорт
Залізнична станція міста є вузловою:
- залізнична лінія № 1: Варшава — Катовиці
- залізнична лінія № 17: Колюшки — Лодзь-Фабрична
- залізнична лінія No. 534: Колюшки — Миколаїв
- залізнична лінія No. 535: Зелень — Колюшки